# Fjodor Fjodorovič Ušakov
Svatý Fjodor Fjodorovič Ušakov (13. únorajul./ 24. února 1744greg. Burnakovo – 2. říjnajul./ 14. října 1817greg., Alexejevka, tambovská gubernie) byl ruský námořní admirál, který je považován za zakladatele ruského vojenského námořního umění a průkopníka útočné taktiky námořního boje.
Pravoslavná církev jej uctívá jako světce.

## Život
Narodil se v nezámožné šlechtické rodině v obci Burnakovo v jaroslavském obvodu. Roku 1766 ukončil studium na vojenském námořním učilišti v Petrohradě a začal sloužit v Baltské flotě. Roku 1769 byl přidělen k Azovské flotě, kde se účastnil bojů s Turky. Roku 1775 se stal velitelem fregaty a v letech 1780–1782 byl kapitánem křižníku Viktor a jeho úkolem byla ochrana ruských obchodních lodí ve Středozemním moři. Od roku 1783 sloužil u Černomořské floty, dohlížel na stavbu lodí a podílel se na výstavbě ruské hlavní černomořské námořní základny v Sevastopolu. V letech 1787–1792 byl kapitánem křižníku Sv. Pavel, s nímž se zúčastnil šesté rusko-turecké války. V roce 1788 byl jmenován velitelem 1. eskadry Černomořské floty a v roce 1789 se stal kontradmirálem a velitelem celé Černomořské floty, s níž porazil v několika bitvách turecké loďstvo. Roku 1793 byl povýšen na viceadmirála. V letech 1798–1800 velel eskadře černomořského loďstva, vyslaného proti francouzské flotile Napoleona Bonaparta ve Středozemním moři. Zde dosáhl několika vítězství, dobyl pevnost Korfu a podílel se na vzniku řecké Republiky sedmi ostrovů v Jónském moři, účastnil se osvobozování italských měst Ancona, Janov, Neapol a Řím od francouzské nadvlády. Po návratu z úspěšného tažení ho však nečekala sláva, ale kvůli intrikám na carského dvoře ho Alexandr I. odsunul do druhořadé pozice velitele Baltské floty. Roku 1807 rezignoval a odešel do penze. Zemřel 14. října 1817 v obci Alexejevka.
Je považován za zakladatele ruského vojenského námořního umění a průkopníka útočné taktiky námořního boje. Jeho taktika boje zaujala i známého britského admirála Horatio Nelsona. Podle admirála Ušakova bylo pojmenováno několik lodí ruského a sovětského vojenského námořnictva, dále byly na jeho počest pojmenovány ulice či náměstí. Na řeckém ostrově Korfu má admirál Ušakov pomník, je zde po něm pojmenována i ulice. V roce 1944 byl na jeho počest zřízen v Sovětském svazu Řád Ušakova 1. a 2. stupně. V roce 1978 podle něj byla pojmenována planetka 3010 Ushakov. 

## Svatořečení
Dne 5. srpna 2001 byl svatořečen ruskou pravoslavnou církví, v roce 2005 jej patriarcha Alexij II. prohlásil za patrona ruských strategických nukleárních bombardérů.